# Frei nach Plan
Frei nach Plan ist eine deutsche Tragikomödie von Francis Meletzky aus dem Jahr 2007 mit Corinna Harfouch, Dagmar Manzel und Kirsten Block in den Hauptrollen. Die Uraufführung des Films war am 17. Juni 2007 auf dem Internationalen Filmfestival Shanghai, auf dem Münchner Filmfest wurde er am 26. Juni 2007 gezeigt. Der Kinostart in Deutschland war am 6. März 2008.

## Handlung
Die drei Schwestern Anne, Iris und Marianne werden am Geburtstag ihrer alkoholkranken Mutter von ihrer Vergangenheit eingeholt. Anne hatte ihre Heimat vor vielen Jahren bereits verlassen und dabei ihre beiden Schwestern Iris und Marianne zurückgelassen. Marianne hat eine eigene Familie, Iris lebt noch bei ihrer Mutter. Als Anne, die sich als Rocksängerin versuchte, sich in den Mann von ihrer Schwester Marianne verliebt, gibt es erste Konflikte unter den Schwestern. Schließlich übernimmt Iris die Vorbereitungen für den Geburtstag, weil Marianne so außer sich vor Wut ist, dass sie sich nicht mehr auf den gemeinsamen Tag mit ihrer Mutter freuen kann.

## Hintergrund
Frei nach Plan ist eine Produktion der credo:film. Der Film wurde vom 3. Mai 2006 bis zum 8. Juni 2006 unter dem Arbeitstitel Plan B in Sachsen-Anhalt, u. a. in Wettin und auf einem ehemaligen Gutshof in Mitteledlau, gedreht.

## Rezeption
„Ein in Details pointiert inszenierter Reigen mit selbstironischen Ansätzen, getragen von vorzüglichen Hauptdarstellerinnen. Die komödiantische Wirkung büßt freilich durch vorhersehbare Drehbuchwendungen, wenig konturierte Nebenfiguren sowie eine fernsehnahe Dramaturgie an Wirkung ein.“

## Auszeichnungen
- 2007: Internationales Filmfestival Shanghai für die Hauptdarstellerinnen Corinna Harfouch, Dagmar Manzel, Christine Schorn und Kirsten Block